# 피터 나바로

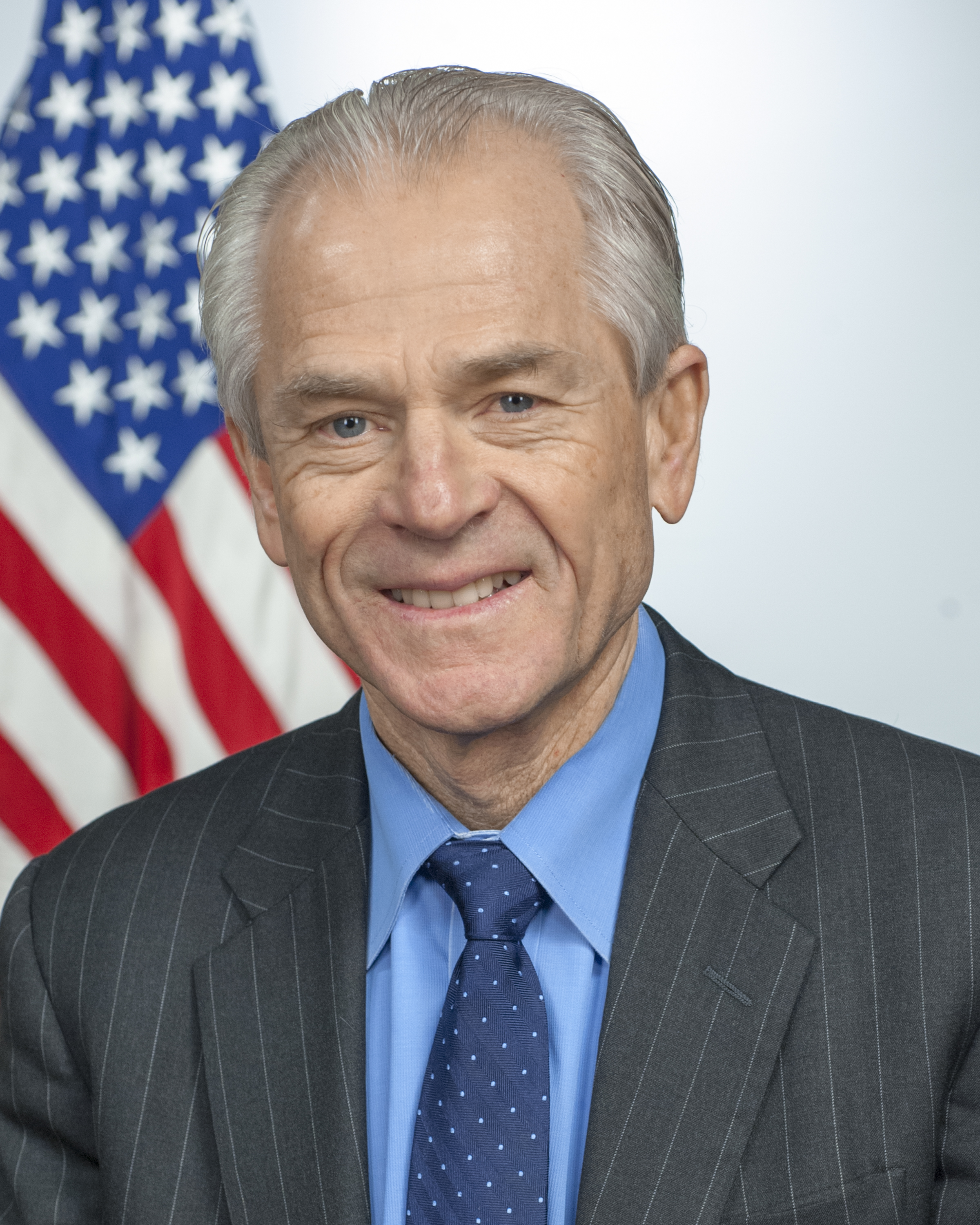
피터 나바로 (2018년 촬영)

피터 켄트 나바로(영어: Peter Kent Navarro, 1949년 7월 1일 ~ )는 미국의 경제학자이며 저술가이다.

## 생애
나바로는 매사추세츠주 케임브리지 출신이다. 나바로의 아버지는 색소폰·클라리넷 연주자로 활동했는데, 여름에는 뉴햄프셔주, 겨울에는 플로리다주에서 활동했다. 10대 시절에는 메릴랜드주 베세즈다에 거주했고, 베세즈다 체비-체이스 고등학교를 졸업했다. 1972년에는 터프츠 대학교에서 문학 학사 학위를 취득했고, 3년 동안 태국에 파견된 미국 평화 봉사단에서 활동하기도 했다. 1979년에는 하버드 대학교 산하 하버드 케네디 스쿨에서 행정학 석사 학위를 받았고, 1986년에는 하버드 대학교에서 경제학 박사 학위를 취득했다.
나바로는 1981년부터 1985년까지 하버드 대학교 에너지 및 환경 정책 센터 연구원으로 근무했고, 1985년부터 1988년까지 캘리포니아 대학교 샌디에이고와 샌디에이고 대학교에서 교수로 근무했다. 1989년부터는 캘리포니아 대학교 어바인에서 경제학 및 공공 정책 교수로 근무했다. 나바로는 주로 에너지 문제, 미국과 아시아 간의 관계를 연구했고, 여러 차례에 걸쳐 경영학 석사(MBA) 학위를 취득하기도 했다. 나바로는 경제학과 무역 수지 문제를 전문으로 하는 다양한 주제에 대해 12권이 넘는 책을 저술했다.

## 도널드 트럼프 행정부
나바로는 도널드 트럼프 대통령 재임 시절이던 2017년부터 2021년까지 백악관 무역·제조업 정책 담당 보좌관으로 근무했다. 나바로의 대표 저서로 《중국이 세상을 지배하는 그날》(Death by China)이 있다. 특히 나바로는 중국이 미국의 제조업을 강탈하였고, 그에 대한 책임은 빌 클린턴 전 미국 대통령이 중국을 세계 무역 기구(WTO)에 편입하려는 계획을 추진한 데에 있다고 주장한다. 이를 계기로 도널드 트럼프 행정부는 2018년에 미국-중국 무역 전쟁을 개시하게 된다.
나바로는 미국에서 일어난 코로나19 범유행 시기에 앤서니 파우치 미국 국립 알레르기·전염병 연구소 소장과 갈등을 빚었고, 말라리아 치료제인 하이드록시클로로퀸이 코로나19 치료에 효과가 있다고 주장했다. 나바로는 2020년 미국 대통령 선거에서 조 바이든 민주당 후보가 당선되자 상대 후보였던 도널드 트럼프 공화당 후보와 함께 패배를 인정하지 않고 부정 선거 음모론을 주장하였다. 나바로는 2021년 1월 6일에 있었던 미국 국회의사당 습격 사건과 관련하여 하원 위원회에 소환되었으나 이에 불응하였다.